# Landshuis (Deventer)
Het Landshuis is een gebouw aan het Grote Kerkhof in Deventer dat vanaf 1632 tot de Franse Tijd in gebruik was als een van de vergaderlocaties van de Gedeputeerde Staten van Overijssel. De voorgevel in maniëristische stijl bevindt zich tussen de gevels van het nieuwe stadskantoor van Deventer en het oude Stadhuis van Deventer. Tegenwoordig maakt het samen met deze twee gebouwen onderdeel uit van het stadhuiscomplex. Het Landshuis werd in 1968 ingeschreven in het rijksmonumentenregister.
In oude bronnen wordt ook de naam De Bru(i)nenberg  (of Den Bruynenborch) gebruikt, naar de voormalige herberg op dezelfde plek. Met land in de naam Landshuis werd het gewest bedoeld; het pand diende voor de Gedeputeerden deser Landtschap. De gedeputeerden van Overijssel vergaderden op de landdagen afwisselend in de drie grote steden van Overijssel: Deventer, Zwolle en Kampen. In Zwolle vergaderden de gedeputeerde staten in het oude begijnhof aan de Praubstraat en in het raadhuis, en in Kampen in een gebouw aan de Nieuwe Markt dat door het gebruik de naam Collegie kreeg.

## Geschiedenis

### Oorsprong en eerste functies
Al voor 1337 stond op deze locatie een gebouw dat als herberg in gebruik was, en in 1354 wordt melding gemaakt van de herberg met de naam De Brunenberg. In 1364 kocht de stedelijke overheid het pand, dat het gebruikte als stadsherberg voor de raad en schepenen en poorters. Het pand diende daarmee ook als plek om openbare verkopingen te houden en waar de magistraat haar gasten kon ontvangen voor bijvoorbeeld onderhandelingen.

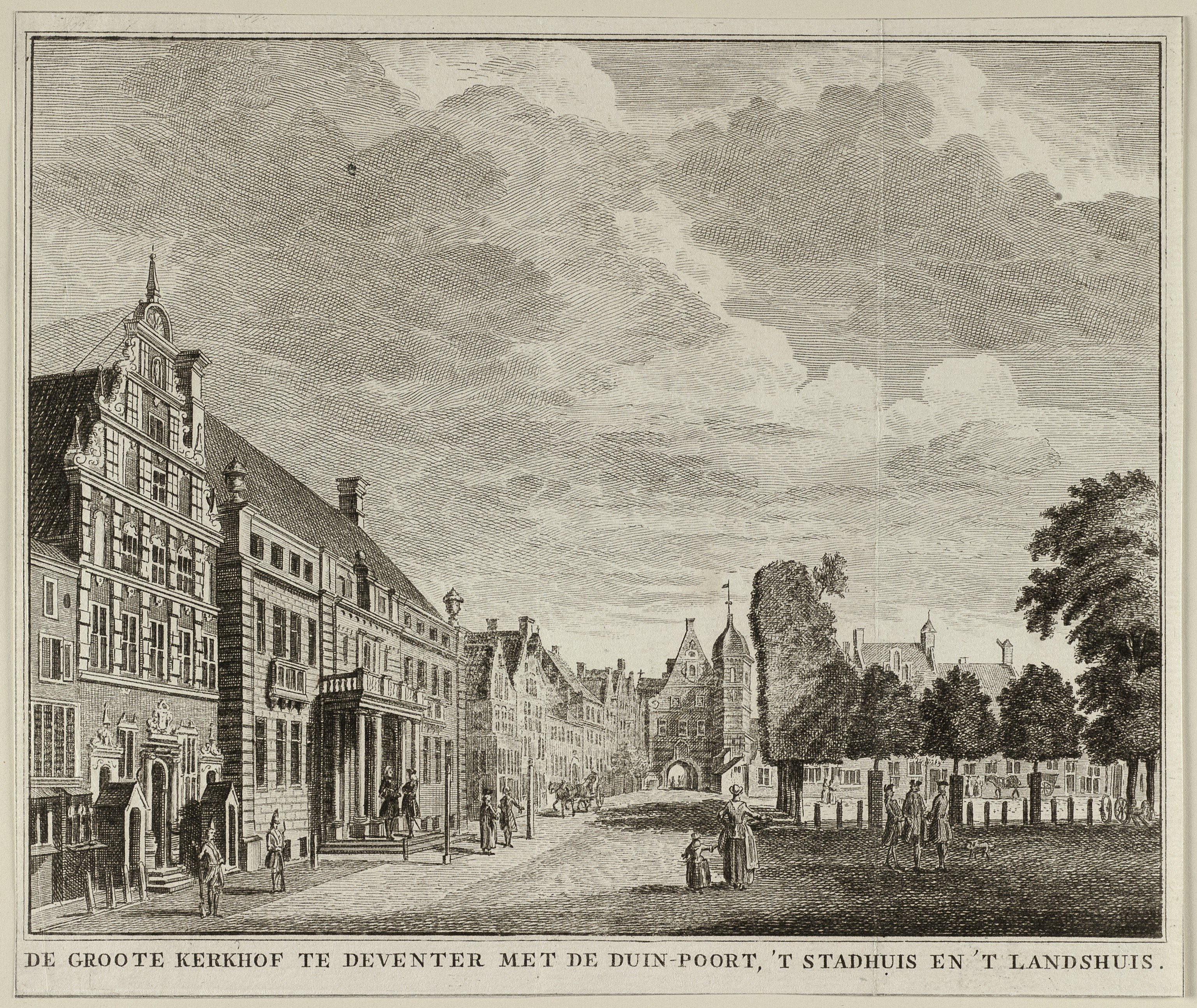
Tekening (ca. 1742-1784) van De Groote Kerkhof met aan de linkerzijde de gevel van het Landshuis en het Stadhuis.

### Verbouwing tot Landshuis
In 1631 werd besloten om het gebouw vanaf 1633 onderdak te laten bieden aan de vergaderingen van de Gedeputeerde Staten van Overijssel. Op dat moment werd daartoe gebruik gemaakt van het voormalige proosdijgebouw, dat na de reformatie in handen was gekomen van de Staten. In 1632 werd de taveerne vrijwel volledig afgebroken om plaats te maken voor het nieuwe Landshuis. De middeleeuwse kelder uit 1479 bleef behouden, net als naar waarschijnlijkheid de linker zijgevel. De steeg tussen het Stadhuis en het Landshuis werd op de begane grond gehandhaafd, maar op de eerste verdieping werd tegen de gotische zijmuur van het stadhuis – stammend uit ca. 1300 – aan gebouwd.
Over wie verantwoordelijk was voor het ontwerp van het gehele gebouw of de gevel, geven de beschikbare bronnen geen uitsluitsel. De raad en de gezworen gemeente hadden beide een eigen timmermeester: Johan Luloff werkte voor de raad, Jurrien van Horstmar voor de gezworen gemeente. Laatstgenoemde was in 1613 ook betrokken geweest bij de bouw van de lantaarn op de toren van de Lebuinuskerk door Hendrick de Keyser. De verbouwingen werden uitgevoerd door stadstimmerman Marten Luloffs en stadsmetselaar Melchior Smit. Mr. Melchior was onder meer verantwoordelijk voor de gebeeldhouwde soldaat met het stadswapen boven in de gevel en de wapenschilden boven de hoofdpoort. Tevens is bekend dat er een betaling werd gedaan aan schilder Egbert Janszen uit Venlo, die de genoemde ornamenten schilderde en diverse materialen zoals bladgoud, verf en olie leverde.
De voltallige Staten vergaderden vanaf 1654 overigens in het veel ruimere, naastgelegen, stadhuis. Het Landshuis bood ruimte aan de provinciale griffie. De Staten van Overijssel bestonden naast de Steden uit de Ridderschap, die de kwartieren Salland, Twente en Vollenhove vertegenwoordigde. Deze drie kwartieren werden gezamenlijk als gelijkwaardig beschouwd aan de drie steden. Op de landdagen bood het Landshuis ook ruimte aan bijeenkomsten van deze ridderschap en aan vergaderingen van commissies van zowel de ridderschap als de steden.
In 1692 werd overwogen het Landshuis te verkopen. Het gebouw verkeerde in bouwvallige staat, terwijl er geld nodig was voor de ingrijpende vernieuwing van het naastgelegen stadhuis. De verkoop vond echter geen doorgang.
Met de Franse tijd in het eind van de 18e eeuw kwam er een eind aan de verdeling van de macht over de drie steden. Met Zwolle als nieuwe, enige hoofdstad van Overijssel verloor het Landshuis in Deventer haar naamgevende functie.

### Latere functies
Na het verdwijnen van de functie als Landshuis werd het gebouw eerst vooral gebruikt als veilingzaal. Van 1839 tot 1848 werd de Latijnse School in het pand ondergebracht, waarna in de vorm van een gymnasium het onderwijs tot 1870 in het gebouw werd voortgezet. Hierna kreeg het politiebureau haar plaats in het gebouw, dat er tot 1976 gevestigd bleef. Ook de telefoondienst en bouwmeester werden er gehuisvest. In 1889 werd op een bovenverdieping een ruimte gebruikt voor het Kabinet van Zeldzaamheden, de voorloper van het stedelijk museum. Voor de rest was er ruimte ingericht voor kantoren van de gemeentedienst. Eind jaren 1970 ging het pand deel uitmaken van het naastgelegen stadhuis.

## Kenmerken

### Stijlen
Het Landshuis is een van de laatste belangrijke maniëristische gebouwen die in Nederland werden gebouwd. Het gebouw heeft aan de zijde van het Grote Kerkhof een grote renaissancetrapgevel van baksteen gecombineerd met blokken van zandsteen en andere natuurstenen elementen. In de gevel zijn volgens kunsthistoricus Frans Vermeulen (1863–1961) naast invloeden van de Amsterdamse renaissance ook kenmerken van de Duitse bouwtrant zichtbaar, vooral in de vorm van de voluten en de zware, grof gevormde deuromlijstingen die kenmerkend zijn voor de kwabstijl (Duits: Ohrmuschelstil).

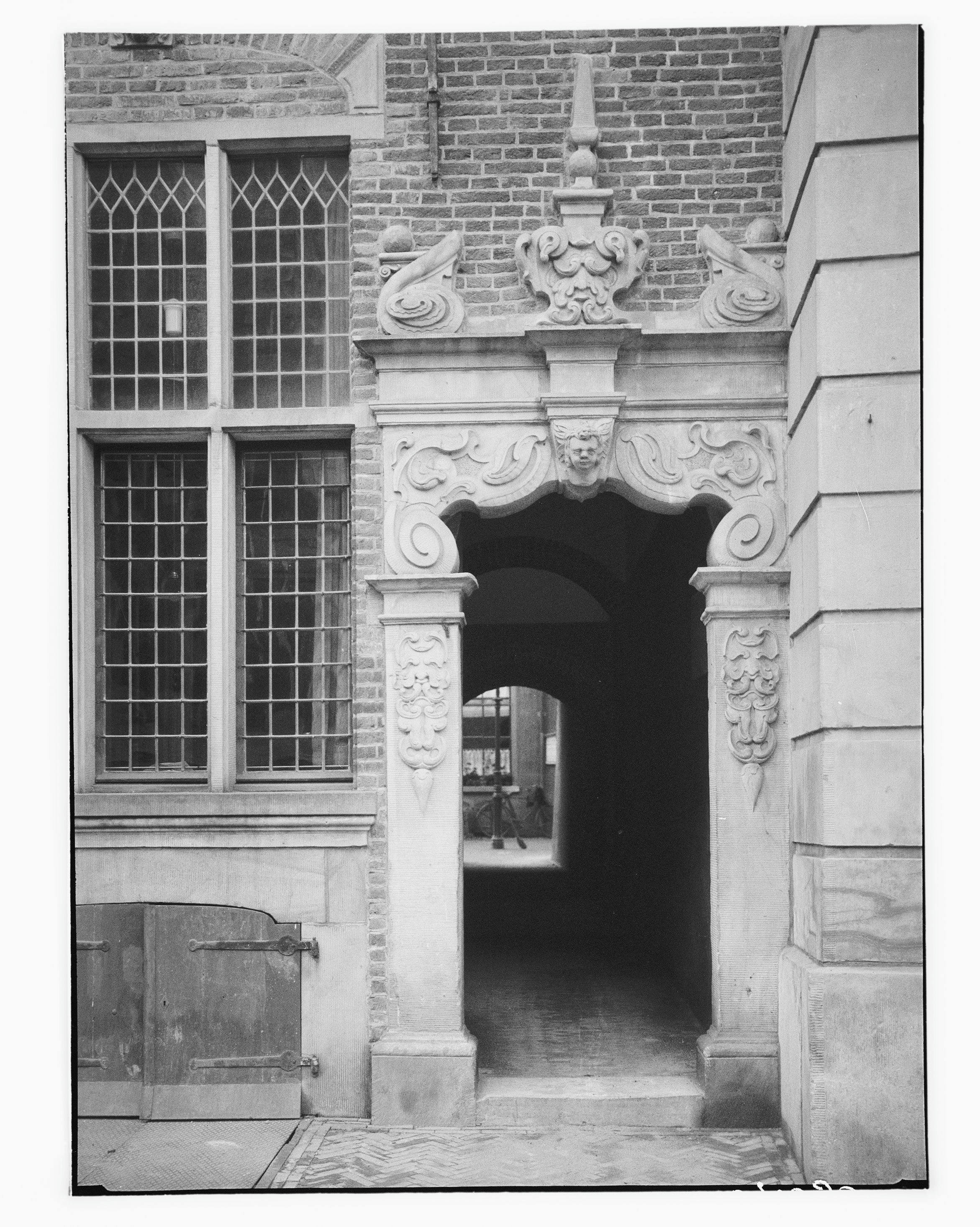
Rechterpoort met overbouwde steeg tussen het Landshuis en het Stadhuis

### Gevelopbouw
De voorgevel kent een verticale en horizontale geleding door middel van geblokte lisenen/pilasters en friezen/waterlijsten. De lijsten rusten op gebeeldhouwde sluitstenen van de ontlastingsbogen van de daaronder gelegen kruisvensters. Over de eerste twee verdiepingen bevinden zich enkele wandpijlers, op de derde en vierde verdieping dubbele wandpijlers.
In 1770 werden bij een grootscheepse modernisering hoge Engelse schuifkozijnen geplaatst, waarmee de samenhang in het oorspronkelijke gevelbeeld werd aangetast. De Duitse kunsthistoricus Georg Galland (1857-1915) beschreef deze vensters in zijn boek Die Renaissance in Holland ook als "auffällig grossen Fenster". Voor de inpassing van deze vensters hadden bovendien de oorspronkelijke hoekstenen van de vensterbogen het moeten ontzien. Bij de restauratie van 1927-1928 onder leiding van stadsarchitect W. Uytdenhoudt werden na onderzoek naar het oorspronkelijke ontwerp wederom strakke, zandstenen kruisvensters en vensterbogen met hoekstenen geplaatst.

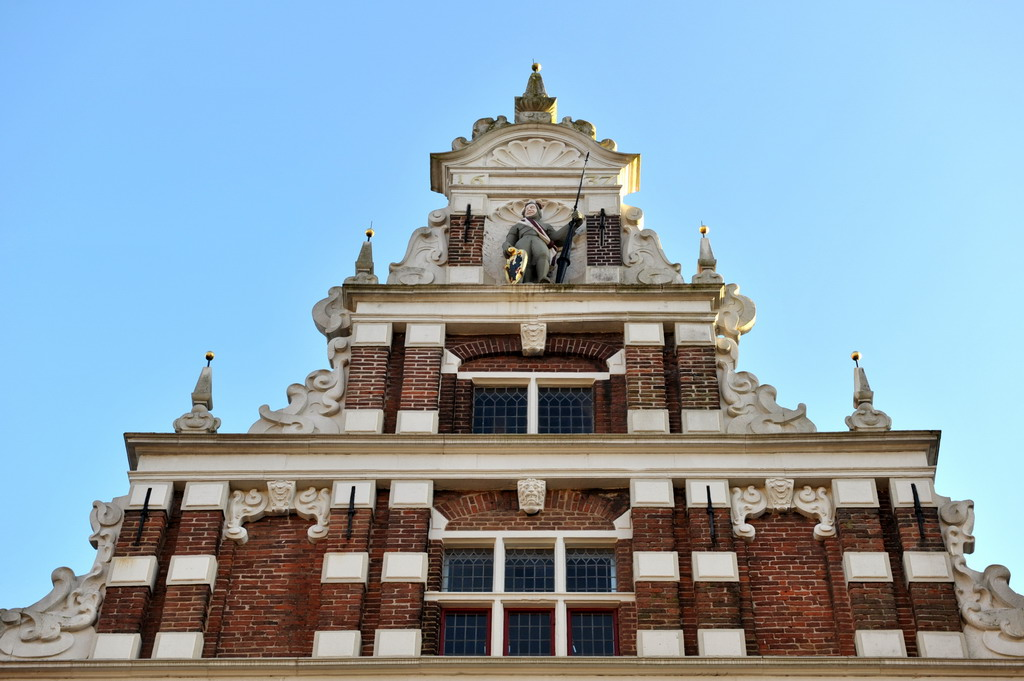
Topgevel met bovenin het beeld van een krijger met het Deventer stadswapen

#### Topgevel
De trapgevel heeft klauwstukken met voluten en kleine obeliskvormige objecten op de hoeken. De top wordt gevormd door een boogfronton met in een nis een meer dan levensgroot beeld van een soldaat als schildhouder met het stadswapen. In de topgevel wordt het jaartal 1632 vermeld; het jaar dat het gebouw werd verbouwd tot Landshuis.

#### Ingangspartij

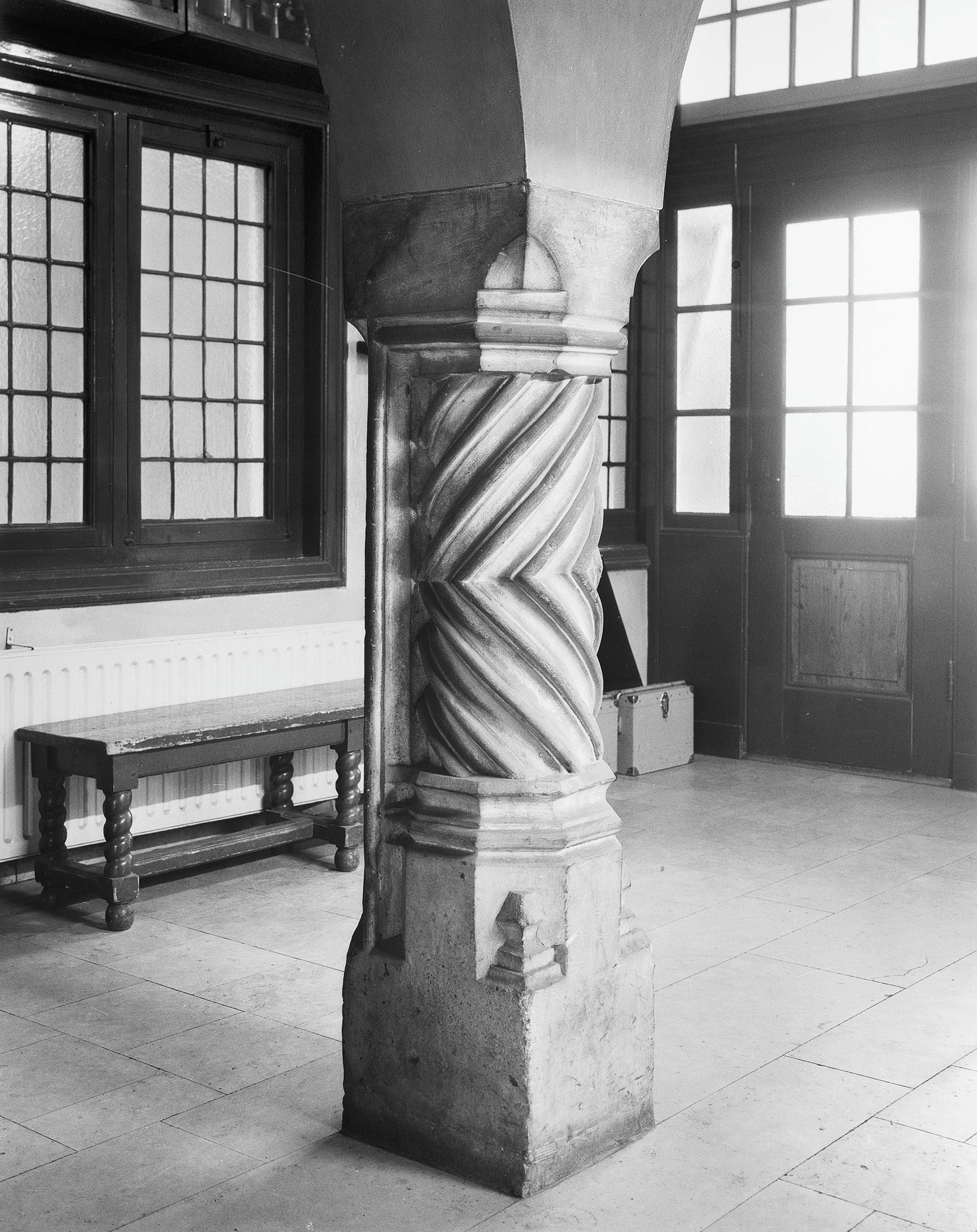
Een van de gotische kolommen in het voorportaal

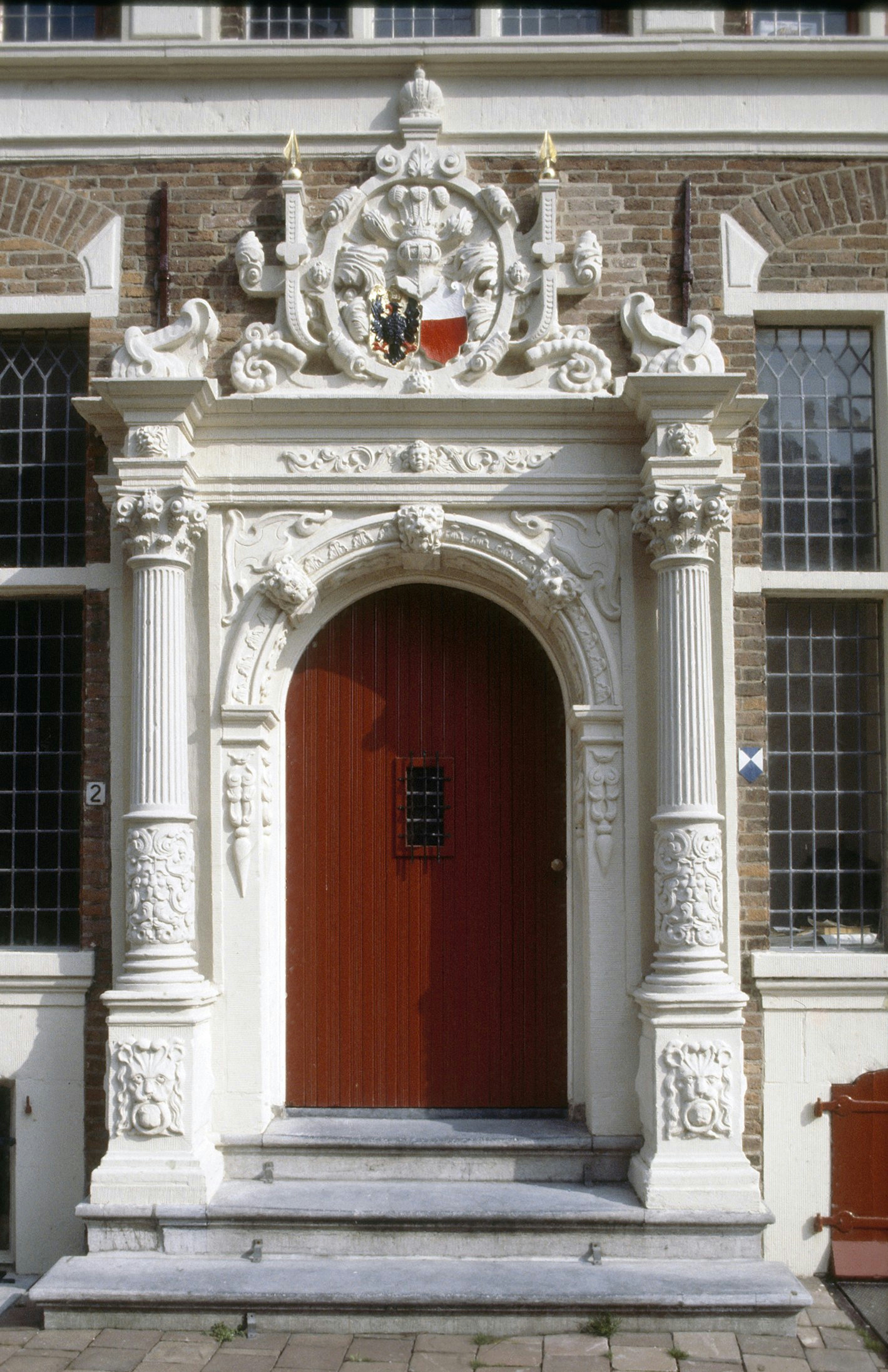
Rijkelijk versierde centrale hoofdpoort met dubbel wapenschild

Op de begane grond bevindt zich een centrale hoofdpoort met aan weerszijden een kleine poort, die alle drie omlijst zijn met gebeeldhouwd natuursteen met onder meer cartouches en obelisken. Boven in de hoofdpoort bevindt zich een medaillon met twee wapens. Het linker schild is het bekende stadswapen: goudkleurig met een gekroonde adelaar. Het andere schild bestaat uit een helftelijk wit vlak (boven) en een rood vlak, de stadskleuren die later tevens de vlag van Deventer vormden. De rechterpoort geeft toegang tot een overwelfde steeg tussen het pand en het oorspronkelijke stadhuisgebouw; achter de linkerpoort bevond zich eveneens een steeg, die echter is dichtgezet met een kamer.

### Binnen- en achterzijde

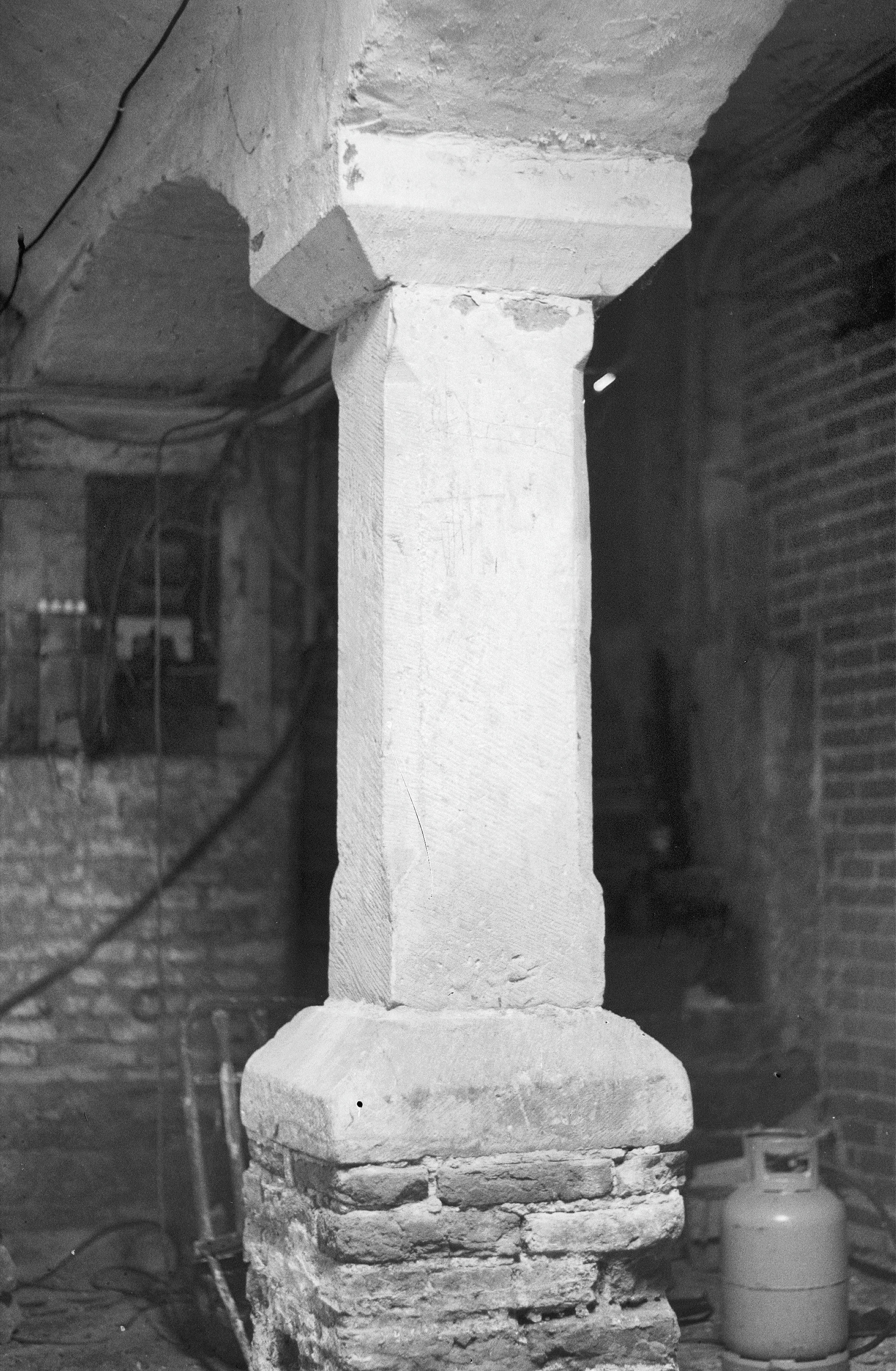
Een van de kolommen in de kelder

Achter de hoofdingang bevindt zich een vestibule met drie bogen die rusten op onder andere drie gotische vrijstaande pijlers en een gelijkvormige wandpijler. Deze worden gedateerd op het midden van de vijftiende eeuw. Hoewel is aangenomen dat deze nog van de middeleeuwse herberg op deze plek stammen, doen de afwijkende vormgeving en opmerkelijke opstelling vermoeden dat de kolommen uit een ander gebouw komen en pas later in het Landshuis zijn opgenomen.
De kelder bestond oorspronkelijk uit één ruimte met in het midden daarvan vier achter elkaar staande zandstenen kolommen. Deze pijlers dragen bakstenen bogen met daarop twee parallelle bakstenen tongewelven. In 1871 werd aan de stadhuiszijde een gang afgescheiden. De kelder is alleen via de buitenruimte te bereiken; zowel via de voor- als achterzijde. Later zijn werkzaamheden ter versteviging van de constructie uitgevoerd.
In 1979 werd een interne verbinding gemaakt tussen het Landshuis en het Stadhuis. Bij de bouw van het Stadskantoor (geopend in 2016) werd op de eerste verdieping tevens een doorbraak gemaakt naar de lounge op de eerste verdieping van de nieuwbouw.
De achtergevel van het pand heeft een eenvoudige topgevel. Bij de restauratie in 1928 werden net als in de voorgevel zandstenen kozijnen geplaatst.